# 河北町立河北中学校
河北町立河北中学校(かほくちょうりつ かほくちゅうがっこう)は山形県西村山郡河北町にある公立中学校である。

## 概要
- 町内にあった4中学校が、生徒数が減少にともない河北町内に中学校を一つに集約して中心部の谷地地区に誕生したのが河北中学校である。

## 沿革
- 1979年（昭和54年）4月 - 西里中学校・溝延中学校・谷地中学校・北谷地中学校が統合して、河北中学校が開校。

## 学区
- 河北町全域

## 所在地
- 山形県西村山郡河北町谷地中央4丁目12-1

## 部活動
卓球部、カヌー部の強豪校であり、毎年県大会、全国大会に出場するなどしている。
１　カヌー部　全国トップの成績をおさめている。
２　卓球部
①世界を制した日本代表メンバーを複数輩出
1971年の世界卓球選手権名古屋大会の女子団体で優勝した小和田敏子、大場恵美子は、河北中学校卓球部の出身である（全日本代表４名中２名が河北中出身である。全国レベルであった井上安子と合わせて「谷地３人娘」と呼ばれ、人気を博した）。小和田は、当初バスケットボール部に入ろうとしていたが、顧問の大隅尚士先生との出会いによって卓球を始め、のちに世界チャンピオンに輝いた。
②全国・東北大会レベルの強豪校
公立中学であるにもかかわらず、全国大会の男子団体で、並み居る私立中学を退け、平成７年と平成９年の２度、３位に輝いている。また、同時期に、東北大会の男子団体戦で３連覇、男女アベック優勝を達成。
同時期は、田勢邦史（元男子ダブルス、混合ダブルス日本チャンピオン。元日本代表。現日本男子ナショナルチーム監督）を擁する長井南中学校も、東北・全国レベル好成績を残していたが、河北中が県男子団体で３連覇。

## 著名な出身者
- 小和田敏子（卓球・女子シングルス、女子団体世界チャンピオン）
- 大場恵美子（卓球・女子団体世界チャンピオン）
- 高橋綾佳（水球・日本代表）
- 工藤吉次（元衆議院議員、元弁護士）
- 吉田晴美（衆議院議員）
- 堀米庸三（歴史家・大学教授）
- 森谷敏雄（元モンテディオ山形社長・河北町長）
- 高橋優二（知多信用金庫理事長）
- 増川和希（公認会計士）
- 田宮栄一（元警察官・コメンテーター）
- 奥山由美（ソプラノ歌手）